# Hamarnea, Kaniv
Hamarnea (în ucraineană Гамарня) este un sat în comuna Kononcea din raionul Kaniv, regiunea Cerkasî, Ucraina.

## Demografie
Componența lingvistică a localității Hamarnea
     Ucraineană (97,91%)
     Rusă (1,79%)
     Alte limbi (0,3%)
Conform recensământului din 2001, majoritatea populației localității Hamarnea era vorbitoare de ucraineană (97,91%), existând în minoritate și vorbitori de rusă (1,79%).